# Cette nuit ou jamais (film, 1957)
Pour les articles homonymes, voir Cette nuit ou jamais.
Pour plus de détails, voir Fiche technique et Distribution.
Cette nuit ou jamais (titre original : This Could Be the Night) est un film américain réalisé par Robert Wise, sorti en 1957.

## Synopsis
À New York, Anne Leeds, charmante et distinguée institutrice célibataire, postule pour un emploi de secrétaire à mi-temps au Tonic Night Club. Rocco, le directeur, est séduit par la prestance d'une diplômée du très sérieux Smith College, mais craint qu'elle ne soit pas suffisamment « affranchie » pour côtoyer le monde de la nuit et ses truands reconvertis dans la gestion de cabarets. Devant son insistance, Rocco décide de la prendre à l'essai. Anne est cependant mal accueillie par Tony Armotti, un ex-voyou que Rocco a sorti du ruisseau et dont il a fait son adjoint. Tony fait un complexe d'infériorité face à l'éducation d'Anne et, sous le prétexte qu'elle est inadaptée pour la place, fait tout pour qu'elle parte. Mais Anne réussit à se faire accepter par les employés et les artistes et même par la clientèle interlope. Il lui faudra cependant beaucoup de doigté et de patience pour établir un vrai contact avec Tony qui n'a de cesse de vouloir la protéger d'un milieu qu'il juge préjudiciable pour elle. Jusqu'au soir où Anne, tombée sous le charme de ses allures de mauvais garçon, lui fait sa déclaration d'amour au grand désarroi de celui-ci dont la vie amoureuse n'est qu'une succession de conquêtes faciles.

## Fiche technique
- Titre original : This Could Be the Night
- Titre français : Cette nuit ou jamais
- Réalisation : Robert Wise
- Scénario : Isobel Lennart, d'après la nouvelle de Cordelia Baird Gross, Protection for a Tough Racket (1954)
- Direction artistique : William A. Horning, Paul Groesse
- Décors : Edwin B. Willis, Robert R. Benton
- Photographie : Russell Harlan
- Son : Wesley C. Miller
- Montage : George Boemler
- Musique : George Stoll
- Production : Joe Pasternak
- Société de production : Loew's Inc.
- Sociétés de distribution : Metro Goldwyn Mayer (France et étranger), Paramount Pictures (France)
- Pays de production :  États-Unis
- Langue : anglais
- Format : noir et blanc — 35 mm — 2,35:1 (CinemaScope) — son monophonique (Westrex Recording System)
- Genre : comédie dramatique, film musical
- Durée : 104 minutes
- Dates de sortie :
  - États-Unis : 14 mai 1957 (première à New-York)
  - France : octobre 1957
- (fr) Mention CNC : tous publics (visa d'exploitation no 19840 délivré le 24 octobre 1957)

## Distribution
- Jean Simmons : Anne Leeds
- Paul Douglas : Rocco
- Anthony Franciosa : Tony Armotti
- Julie Wilson : Ivy Corlane
- Joan Blondell : Crystal
- Neile Adams : Patsy St. Clair
- William Ogden Joyce : Bruce Cameron
- Ray Anthony : le chef d'orchestre
- J. Carrol Naish : Leon
- Rafael Campos : Hussein Mohammed
- ZaSu Pitts : Mme Shea
- Tom Helmore : Stowe Devlin
- Murvyn Vye : Waxie London
- Vaughn Taylor : Ziggy Dawlt
- Frank Ferguson : M. Shea
- James Todd : M. Hallerby

Acteurs non crédités
- Leonard Strong : M. Bernbaum
- Charles Wagenheim : Mike, le barman

## BO
- This Could be the Night, paroles de Sammy Cahn et musique de Nicholas Brodszky, interprété par Julie Wilson et Ray Anthony et son orchestre
- I'm Gonna Live Till I Die, paroles et musique de Mann Curtis, Walter Kent et Al Hoffman, interprété par Julie Wilson et Ray Anthony et son orchestre
- Trumpet Boogie, musique de Ray Anthony et George Williams, interprété par Ray Anthony et son orchestre
- I Got It Bad and That Ain't Good, paroles de Paul Francis Webster et musique de Duke Ellington, interprété par Julie Wilson
- Hustlin' Newsgal, musique de George Stoll, interprété par Neile Adams
- Sadie Green (The Vamp of New Orleans), paroles et musique de Gilbert Wells et Johnny Dunn, interprété par Julie Wilson
- Taking a Chance on Love, paroles de John La Touche/Ted Fetter et musique de Vernon Duke, interprété par Julie Wilson
- I've Got You Under My Skin, musique de Cole Porter, interprété par Ray Anthony et son orchestre
- Just You, Just Me, musique de Jesse Greer et Raymond Klages, interprété par Ray Anthony et son orchestre
- Mambo Cambo, musique de Pete Rugolo, interprété par Ray Anthony et son orchestre
- Blue Moon, musique de Richard Rodgers, interprété par Ray Anthony et son orchestre
- Club Tonic Blues, musique de Marvin Wright, Jack Baker et Jackie Mills, interprété par Ray Anthony et son orchestre
- Bunny Hop, musique de Leonard Auletti, interprété par Ray Anthony et son orchestre
- Dream Dancing, musique de Donald J. Simpson, interprété par Ray Anthony et son orchestre